# Land Warrior

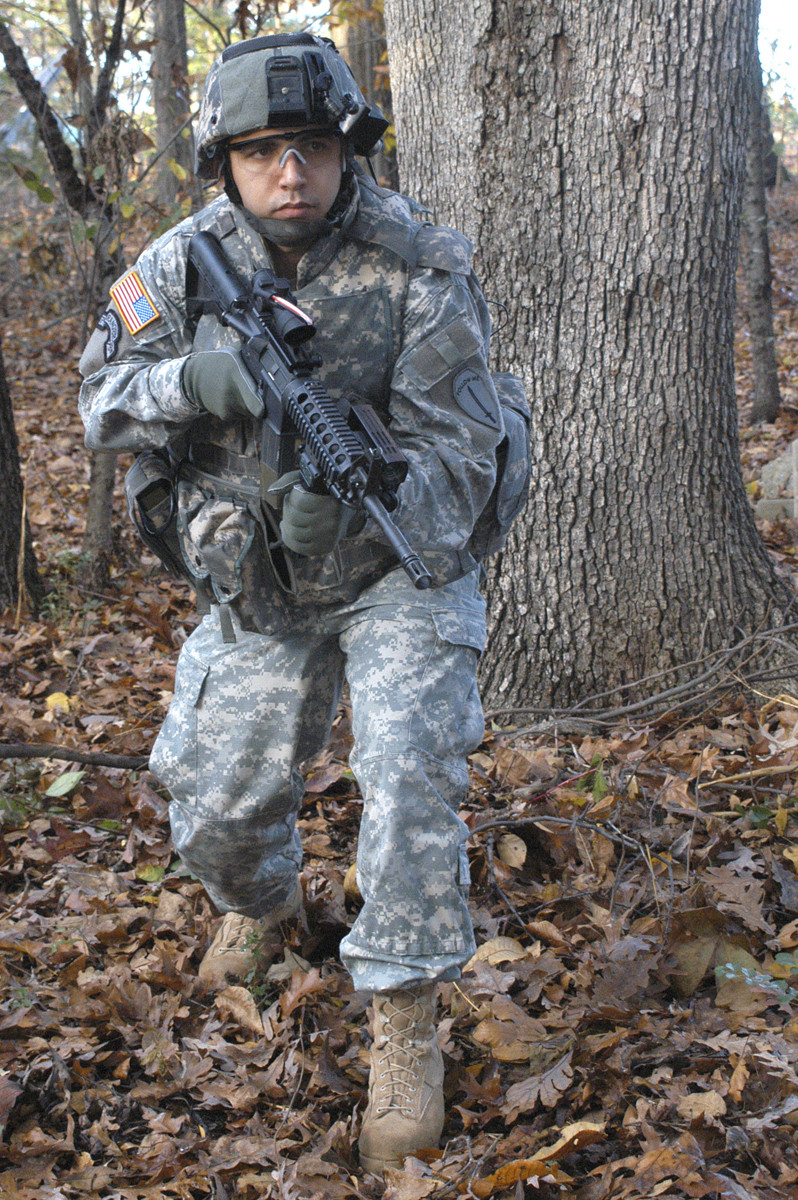
A Land Warrior rendszer egy amerikai katonán.

A Land Warrior az Amerikai Egyesült Államok hadseregének fejlesztési programja, mely a gyalogos katonák új felszereléseinek kifejlesztésére irányul (például új kézi fegyverek csúcstechnológiájú berendezésekkel ellátva).
A technológia mindig szerves részét képezte az amerikai hadseregnek, ám a gyalogos katonáknál ezt eddig nem nagyon használták ki. A városi harcok számának növekedésével a hadsereg felismerte, hogy katonáinak jobban felszereltnek, informáltnak és védettebbnek kell lennie a 21. századi hadszíntéren. A program több hordozható számítógép koncepcióját előrevetíti.
Több hasonló program is létezik a világon: FIST (Egyesült Királyság), Félin (Franciaország), Land 125 (Ausztrália), MARKUS (Svédország), és ACMS (Szingapúr).

## A rendszer felépítése
7 főrendszerből áll:
- fegyver
- sisak
- védőruházat és felszerelés
- számítógép
- navigáció
- rádió
- szoftver

### Fegyver
A mostani rendszer az M16 és az M4 gépkarabély köré épül. Ez tartalmazza a fegyvert magát, plusz egyéb tartozékokat, mint például nappali célzóirányzék és MFL (Multi-Function Laser). Az MFL a távolságmérésben és a tájékozódásban segít, míg a kamera éjjellátó üzemmódot biztosít.

### Sisak
A sisakrendszer (Helmet Subsystem – HSS) tartalmaz egy könnyű sisakot egy beépített számítógéppel és egy sisakképernyőt (OLED), amely különböző információkat közöl a katonával, például digitális taktikai térképet és a csapatok helyzetét. A HSS tartalmaz mikrofont és fejhallgatót is.